# Хунтуа Микола Дмитрович
Микола Дмитрович Хунтуа (1906, село Акваске Кодорської дільниці Сухумського округу, тепер Абхазія, Грузія — ?) — абхазький радянський діяч, шахтар-бурильник, прохідник шахти імені Сталіна тресту «Ткварчелвугілля» Грузинської РСР. Депутат Верховної ради СРСР 1-го скликання.

## Життєпис
Народився в бідній селянській родині. У 1917 році закінчив сільську початкову школу в селі Акваске.
З 1917 працював чув'ячником у приватника-кустаря. З 1920-х років працював чорноробом на тютюнових складах «Тютюнсировини».
З 1930 року — шахтар-бурильник, гірничий десятник, прохідник шахти імені Сталіна тресту «Ткварчелвугілля» Грузинської РСР.
Член ВКП(б) з 1932 року.
Подальша доля невідома.

## Нагороди
- орден Леніна (17.02.1939)
- медалі